# Batalla de Pajarón

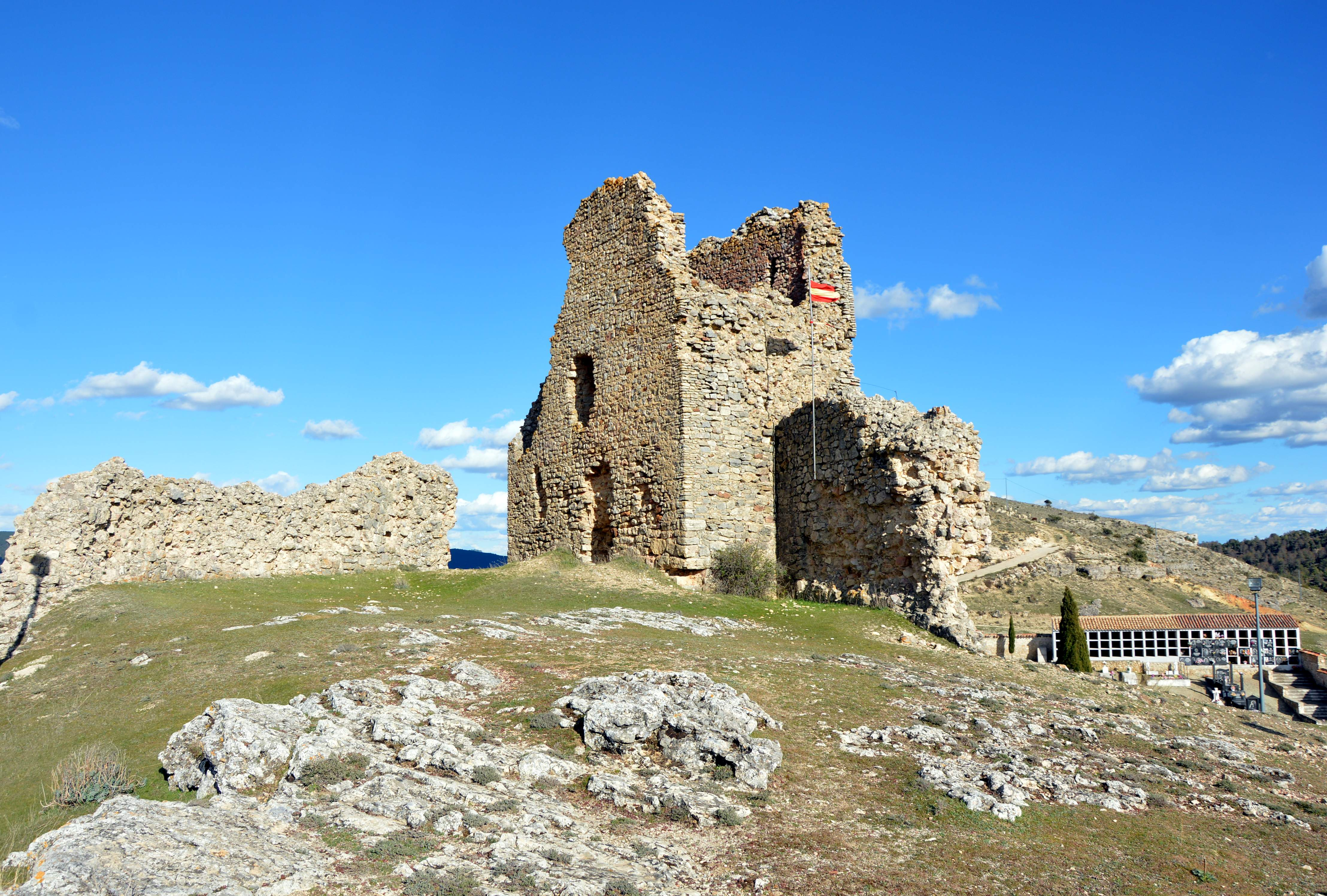
Vista general de las ruinas del castillo-torreón de Pajarón (Cuenca), con detalle del recinto interior (2017).

La batalla de Pajarón tuvo lugar el 21 de agosto de 1289, en la explanada frente a la aldea de Pajarón, hoy municipio de la provincia de Cuenca (Comunidad de Castilla-La Mancha, España).

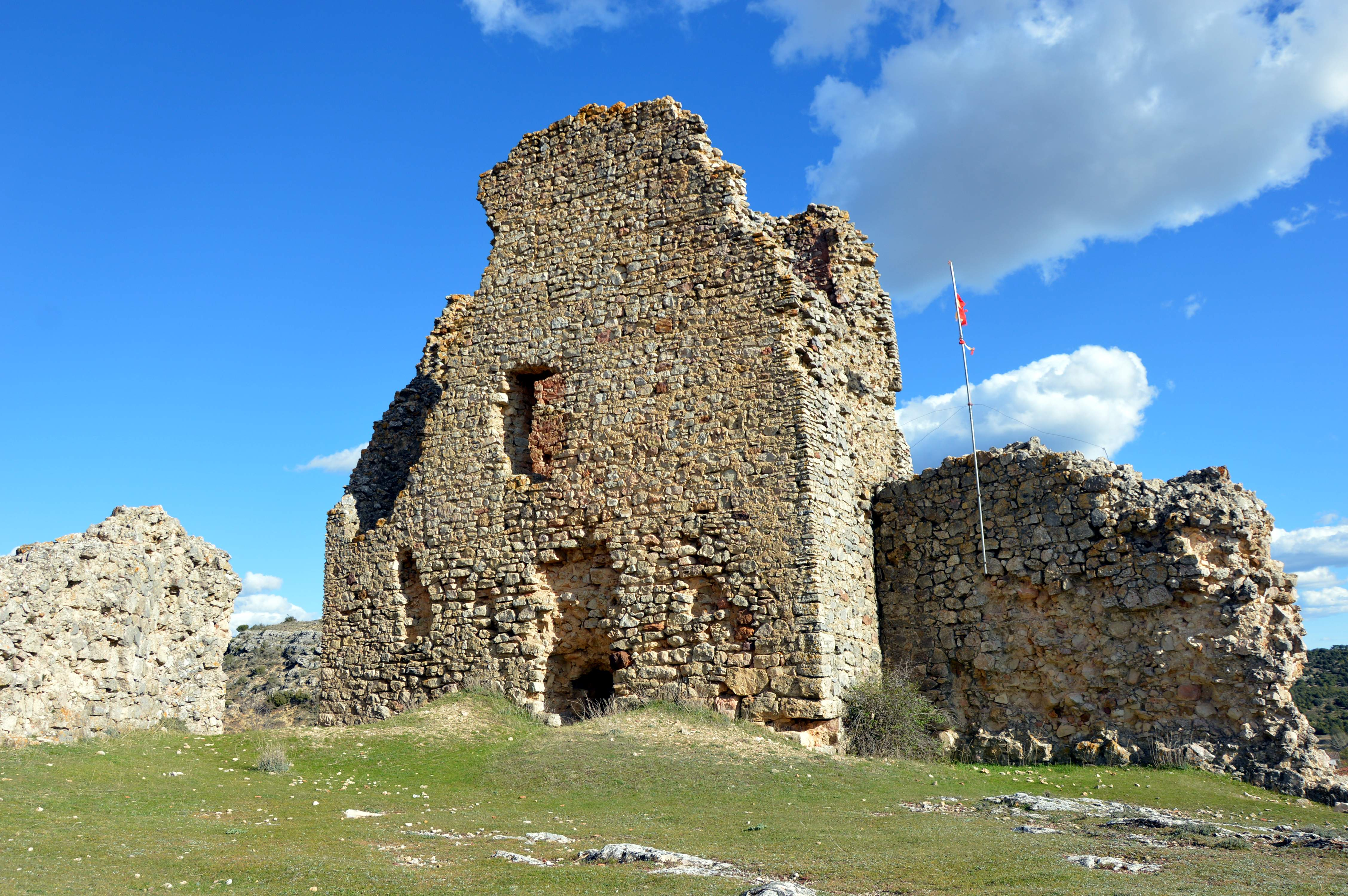
Vista general de las ruinas del castillo-torreón de Pajarón (Cuenca), con detalle de la entrada al torreón desde el recinto interior (2017).

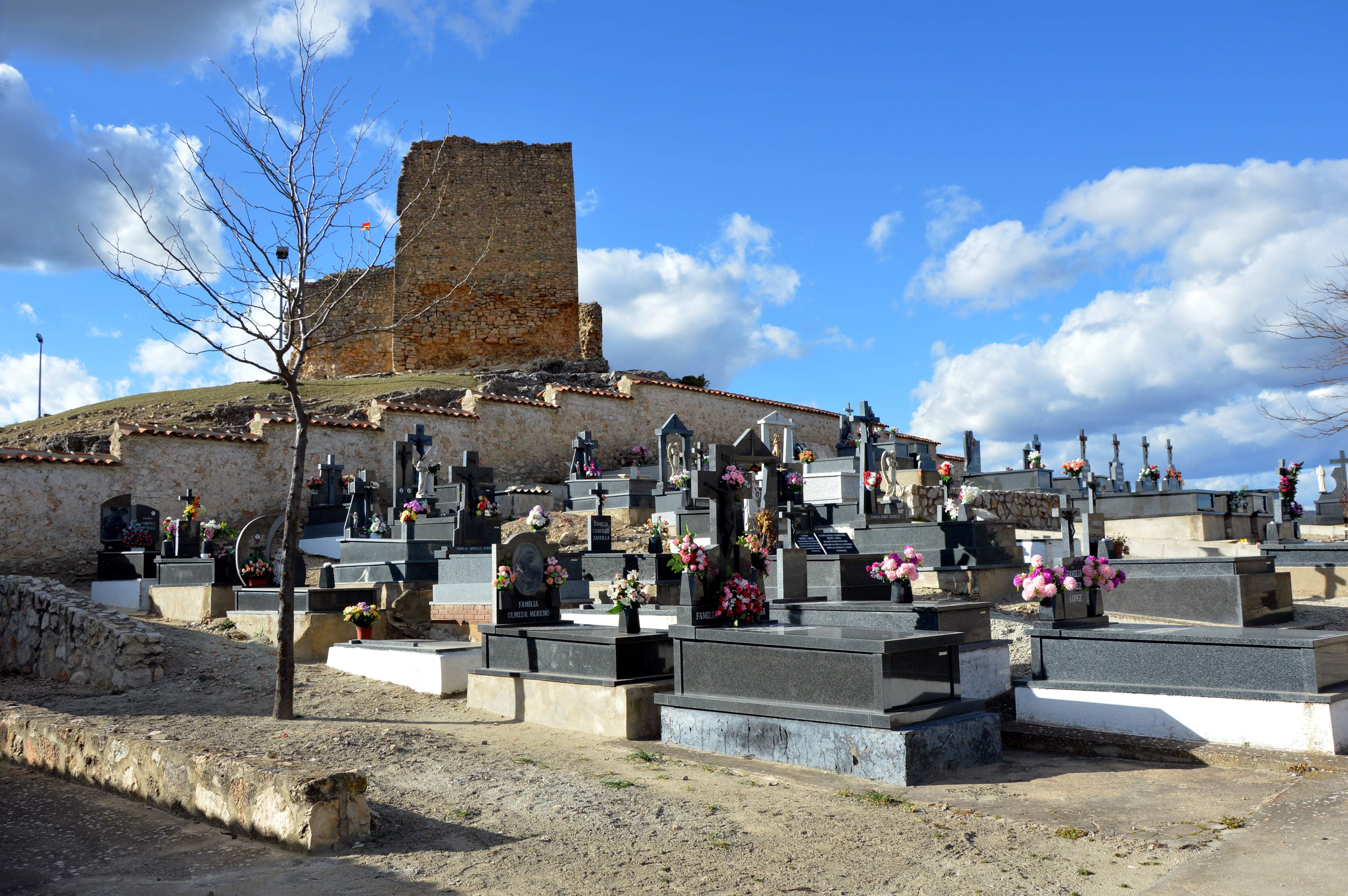
Vista general de las ruinas del castillo-torreón de Pajarón (Cuenca), con detalle del cementerio municipal en primer plano (2017).

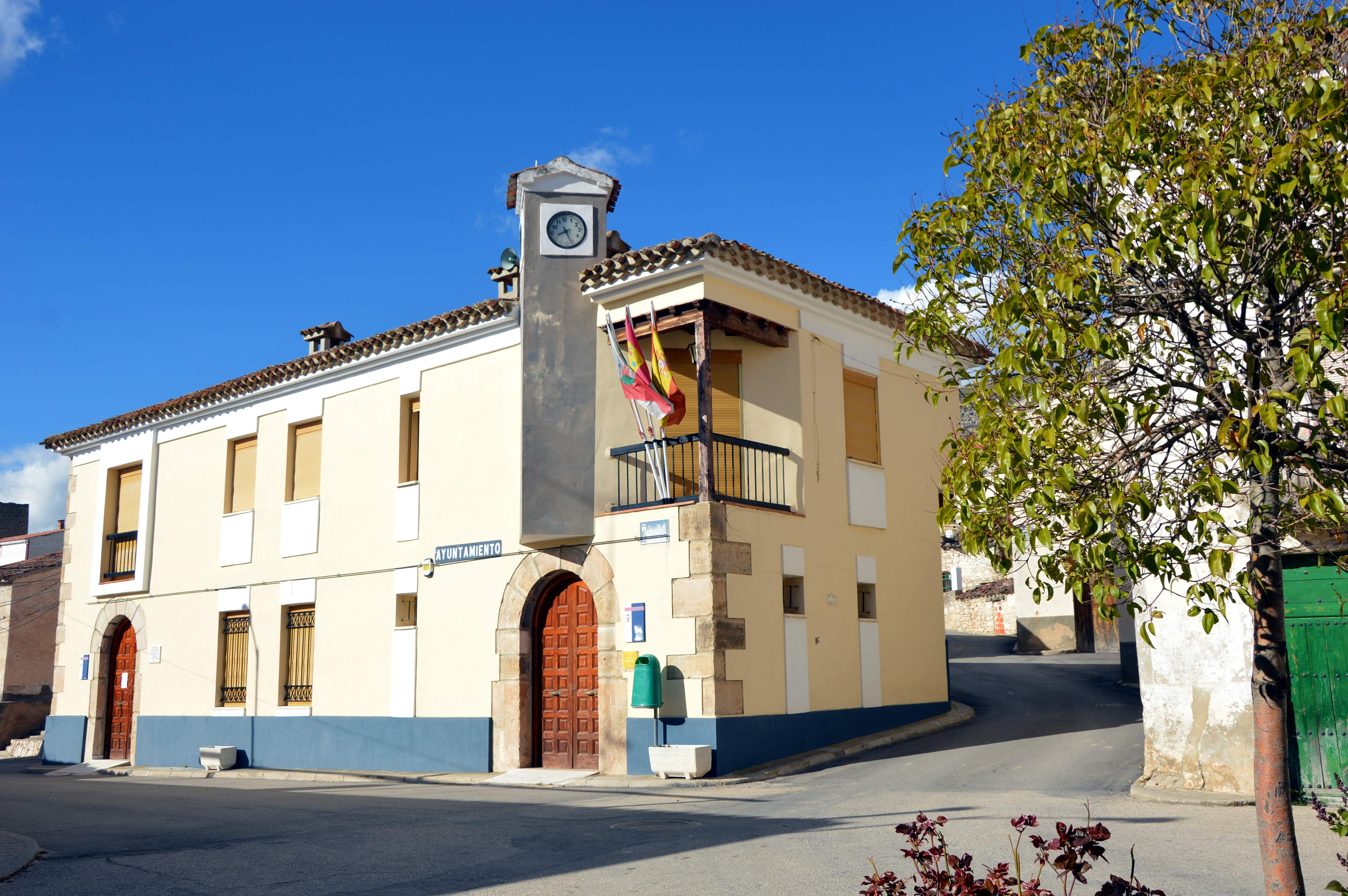
Vista general del edificio del Ayuntamiento de Pajarón (Cuenca), desde la plaza del lugar (2017).

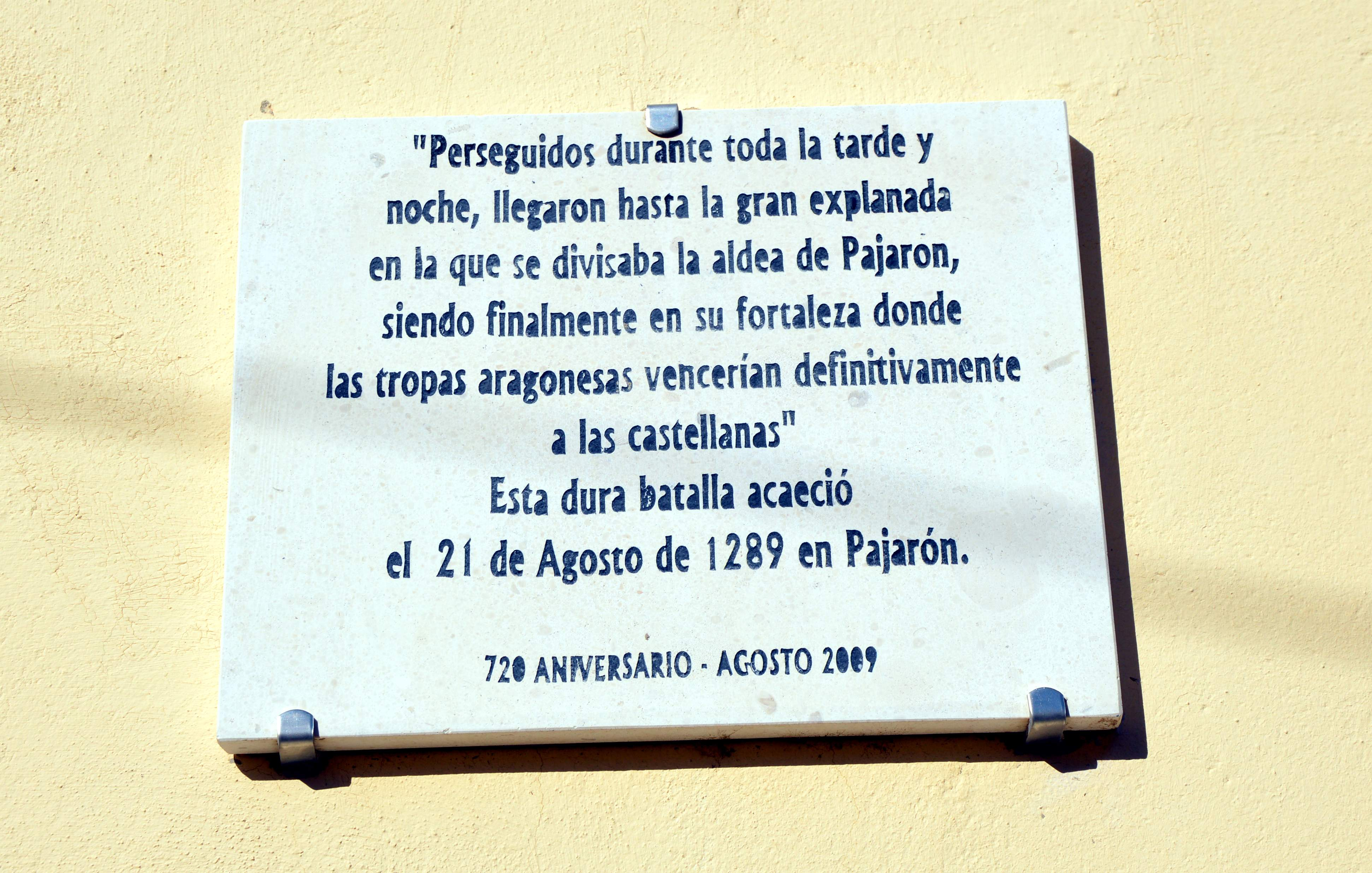
Detalle de la placa conmemorativa del DCCL aniversario de la «Batalla de Pajarón» (1289-2009), situada en el edificio del Ayuntamiento de Pajarón (Cuenca), 2017.

En la batalla se enfrentaron las tropas de Alfonso III de Aragón, al mando de Diego López V de Haro  y las de Sancho IV de Castilla, comandadas por caballero gallego Rui Páez de Sotomayor.

## Historia
Tras la conquista y ocupación de Menorca por Alfonso III de Aragón (1287), comenzó una etapa de conflictos con Castilla, en la que se dio la «Batalla de Pajarón». Propiamente, la contienda debe verse inserta en el contexto general de las hostilidades fronterizas habidas entre el Reino de Aragón y el Reino de Castilla de finales del siglo XIII (1289-1291), que tuvieron lugar por tierras de la Cuenca y Soria, en un intento por controlar el señorío de Vizcaya.-
Por ese mismo tiempo, el rey castellano Sancho el Bravo manifestaba su apoyo a Francia (en aquel momento en guerra con Aragón), mientras que el aragonés Alfonso el Liberal mostraba su inclinación por los infantes De la Cerda (hijos del primogénito de Alfonso X el Sabio), pretendientes del trono castellano, con la intención de obtener Murcia, siendo estos los orígenes del conflicto que llevó a la «Batalla de Pajarón».
El encuentro armado tuvo lugar entre Diego López V de Haro y sus tropas, que penetraron en tierras de Cuenca y Huete por Albarracín, y el ejército castellano de Sancho IV de Castilla, comandado por el caballero gallego Rui Páez de Sotomayor, a la sazón Justicia Mayor. La victoria fue de los aragoneses, que vencieron a costa de mucha sangre. En la batalla murieron, además de Páez de Sotomayor, Pedro Gonzalvez Conde, comendador mayor de Uclés y numerosos caballeros de su Orden. En los Anales Toledanos III, puede leerse acerca de este episodio bélico:

«Era de M y CCC y XXVII annos, XXI. día andado dagosto D. Diego, hermano del Conde D. Lope, Señor de Vizcaya, entró correr Castiella, y levaba gran presa para Aragón, y salió á él D. Rui Paez, y otros hombres buenos; y ovieron facienda grand, y murió en ella Rui Paez, y Pedro Gonzalvez Conde, mayor Comendador Ducles...»

## Efeméride
En agosto de 2009 tuvo lugar el DCCL aniversario de la «Batalla de Pajarón», momento en que el Consistorio Municipal colocó una placa en la fachada del edificio del Ayuntamiento, en recuerdo de aquella batalla:

«Perseguidos durante toda la tarde y noche, llegaron hasta la gran explanada en la que se divisaba la aldea de Pajarón, siendo finalmente en su fortaleza donde las tropas aragonesas vencerían definitivamente a las castellanas». Esta batalla acaeció el 21 de agosto de 1289 en Pajarón.

## Castillo de Pajarón
Pascual Madoz sitúa Pajarón «á la falda de un cerro, donde hubo antiguamente una fortaleza de moros, y á corta dist, del r. Guadazaon»”. Propiamente, el castillo-torreón se halla en un cerrito alomado al noroeste de la población, entre esta y el cementerio local. De probable origen árabe, estuvo compuesto por un torreón cuadrangular (7x5 metros de planta y 10 m de altura) haciendo cuatro pisos, que se estrecha desde la base: construido en mampostería ordinaria y lajas de piedra en las esquinas, posee un muro externo que rodea el perímetro del montículo. Al torreón, situado en un extremo del cerro, se accede desde el recinto interior, mediante una puerta abierta en la base. En los muros de la torre destacan algunas piedras oscuras, como detalle particular.